# Paris Match
Pour les articles homonymes, voir Paris (homonymie) et Match.
Paris Match est un magazine hebdomadaire français d'actualités et d'images. Il est considéré comme « l'un des meilleurs médias au monde pour le photojournalisme ».
Fondé en 1949, il est connu par sa devise : « Le poids des mots, le choc des photos ». En 2008, l’hebdomadaire adopte toutefois une nouvelle devise, « La vie est une histoire vraie ».
Il appartient au groupe LVMH depuis le 1er octobre 2024. Le magazine était auparavant la propriété de Lagardère News, filiale du Groupe Lagardère. Depuis juin 2009, le magazine est disponible en version numérique. La version classique est en vente tous les mercredis (sauf grève).

## Historique

### Les trois prédécesseurs

#### Match-L'Intran, supplément sportif
Le journal tire son origine d’un titre plus ancien, Match-L'Intran, supplément du quotidien L'Intransigeant, qualifié de « plus grand hebdomadaire sportif ». Il passe avec L'Intransigeant dans le giron du groupe Louis-Dreyfus en 1931 puis en 1938, dans celui de Jean Prouvost, déjà propriétaire de Paris-Soir.

#### Hebdo d'information générale en 1938

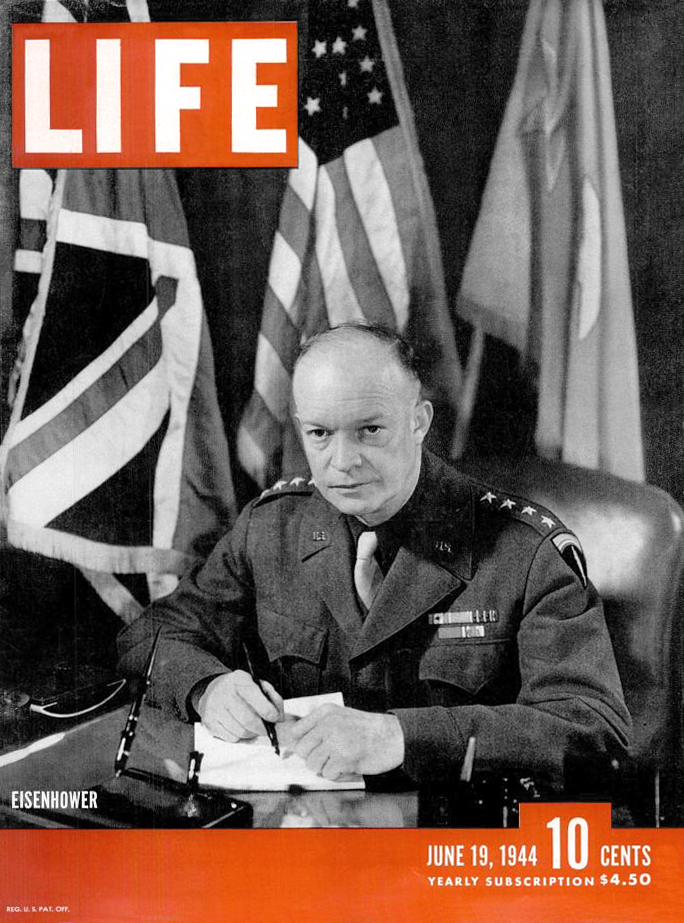
Couverture de Life, qui a inspiré Match dès 1938, avec le général américain Dwight D. Eisenhower le 19 juin 1944.

Paul Gordeaux, correspondant de Paris-Soir à Londres, est nommé rédacteur en chef de L'Intransigeant par Jean Prouvost. Ne souhaitant pas relancer ce supplément sportif, domaine où il est novice, il veut à la place un magazine d'information générale, sorte de version française de Life, un magazine américain hebdomadaire fondé en 1883, qui a mis l'accent sur le photojournalisme.
L'hebdomadaire sportif devient ainsi le 7 juillet 1938, pour son numéro 633, Match, l’hebdomadaire de l'actualité mondiale. Le mot « Match » est imprimé en blanc sur un rectangle rouge, s'inspirant de celui du magazine américain Life. À l'intérieur, la mention " paraît tous les jeudis".
Vendu 2 francs et plein de photographies, il est d'abord tiré à 50 000 exemplaires puis 80 000 exemplaires dès août 1938. Le tirage monte régulièrement pour s'élever à 1,45 million en novembre 1939 et progresse encore quand il atteint huit mois après 1,8 million d'exemplaires en juin 1940, au moment où la rédaction doit quitter Paris face à l'avancée allemande.

#### Le Match de la guerreen 1940
Son aspect évolue dès le n° 13 [Nouvelle Série] du 29 septembre 1938 : le rectangle devient un cercle, présentation qui perdurera jusqu'au N°99 du 23 mai 1940. Interrompu le 6 juin 1940 (numéro 101), Match ne cesse pas de paraître durant la Seconde Guerre mondiale. Il devient Le Match de la Guerre, avec Paul Gordeaux et Pierre Lazareff, de retour des États-Unis pour préparer, et le photographe Paul Renaudon.

### Paris-Match

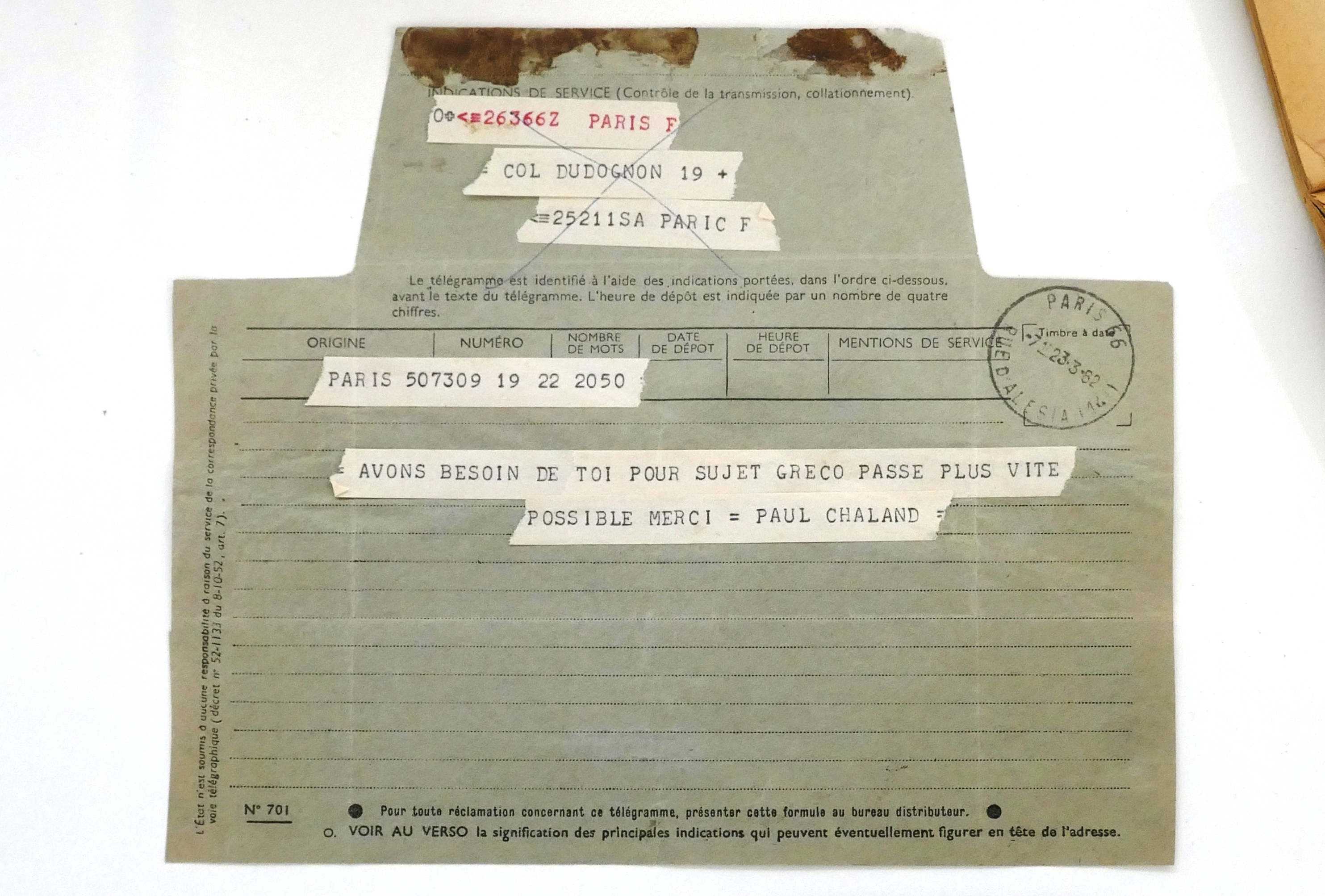
Télégramme de 1962 de Paul Chaland, rédacteur en chef à un correspondant.

#### Le projet des Beghin et Prouvost
Match renaît en 1949, mais avec « Paris » dans son titre : Paris Match. La société est dirigée par Philippe Boegner, secondé par André Roux, les codirecteurs de Paris-Soir pendant la guerre, pour le même patron, l'industriel Jean Prouvost, qui a perdu à la Libération son groupe de presse, mais blanchi son nom en 1947, avec leur aide. Comme dans Paris-Soir, il partage le capital avec Henri Béghin, héritier d'une dynastie qui règne sur le sucre et le papier,,.
La rédaction est dirigée pendant moins d'un an par Paul Gordeaux, rédacteur en chef de L'Intransigeant, fusionné le 30 septembre 1948 avec Paris-Presse puis France-Soir, où Gordeaux revient en 1950, cédant à Hervé Mille la rédaction en chef de Paris-Match.
Selon Philippe Boegner, le public français a oublié la vocation généraliste du Match de 1938-1940. Il le confond avec Match-L'Intran, supplément hebdomadaire sportif de L'Intransigeant (1926-1938). En 1949, les envoyés de Paris-Match sont systématiquement pris pour des journalistes sportifs. Une des premières couvertures, consacrée au boxeur Marcel Cerdan, très populaire, y contribue.
Le sport se fait pourtant rare à la une, Paris Match ne s'y intéresse le plus souvent que dans « sa capacité à révéler une réalité sociale ». Pour se forger une image de généraliste, il compte sur ses reportages de guerre et les articles de Raymond Cartier qui prend le relais, à New-York, des traductions de journaux étrangers effectuées par Paul Gordeaux à Londres pendant la guerre. La politique éditoriale met en avant des choix très conservateurs. Le magazine s'engage contre la décolonisation et vante l'engagement militaire en Indochine, où est mort le fils de la comtesse qui hébergeait Jean Prouvost. René Dugravot, ex-militaire de carrière,, bras droit de Charles Prouvost III, l'héritier de la branche "François Masurel", s'y est engagé volontaire.
Rédigé par des anciens de Paris-Soir et de Match, le magazine se veut « à la fois populaire et intelligent, et très ouvert sur le monde ». Chacun doit y trouver son compte, la ménagère comme le cadre pressé, répondant à la devise de Jean Prouvost (« le journal de la famille ») comme à celle de Raymond Castans : « le journal que l’on n’oublie pas dans les trains ».
Jean Prouvost parvient aussi à débaucher le trio de direction du supplément dominical de France-Soir, France-Dimanche, en désaccord avec Pierre Lazareff: Max Corre, Bill Higgins et Philippe de Baleine, qui tous trois en 1955 reviendront à France-Dimanche pour tenter avec succès d'en faire un nouveau Paris-Match.

#### Premiers numéros, premières pertes
Le premier numéro paraît le 25 mars 1949. À la une, le premier ministre britannique Winston Churchill, le pont aérien de Berlin et un reportage sur Shangaï. Le tirage de lancement, 339 572 exemplaires, est abaissé pour les numéros suivants, sur fond de pénurie de papier et de rétrécissement du marché publicitaire. Tito, Svetlana, la fille de Staline, Roosevelt et un dossier sur la bombe atomique « imposent la gravité en une ». Des articles du grand chroniqueur Raymond Cartier, « colonne vertébrale idéologique du journal », dénoncent la force « croissante » du « monstre communiste ».
Les débuts sont difficiles et « Prouvost est sur le point de mettre la clef sous la porte » après seulement quelques mois, mais Philippe Boegner tente « le tout pour le tout »: il décide de faire alterner les sujets sérieux avec les stars et starlettes ou amourettes de saison,. Parmi eux, Yvette Chauviré, première danseuse de France, Ali Khan et Rita Hayworth, Michèle Morgan (deux fois en quatre mois), Martine Carol, Maurice Chevalier (deux fois en cinq mois) et Tyrone Power. Malgré cette tentative, le tirage moyen tombe à 180 000 exemplaires, avec « une maigre pointe » à 200 000 exemplaires pour le dernier numéro de l'année, consacré à Zizi Jeanmaire. Les neuf premiers mois de 1949 génèrent 250 millions de francs de déficit,. La cessation de paiements est imminente. De plus, la famille Béghin déplore la promotion des amourettes de saison y voyant de « l’immoralité notoire ». Pour neutraliser leurs protestations Jean Prouvost, fait publier un long reportage sur l’archevêché de Paris.

#### Les actionnaires remettent au pot
Début 1950, la famille Béghin accepte de remettre au pot, au moment où elle acquiert aussi, de concert avec Jean Prouvost, les parts d'Yvonne Cotnareanu dans Le Figaro. La veuve du parfumeur François Coty était restée en conflit, lors de l'Assemblée générale de 1949 du Figaro, avec le directeur Pierre Brisson, malgré le procès gagné par ce dernier en 1948. Début 1950, elle lui concéde finalement la création d'une société fermière de presse, dotée d'un conseil de sept membres, parmi lesquels seulement 2 représentants des propriétaires. Ce dispositif qui garantit l'indépendance de la rédaction est finalement reconnu par les nouveaux actionnaires malgré une négociation « jusqu'à son terme âpre et pleine de sous-entendus ».
Même si Pierre Brisson « craint que l'ambiance journalistique ne déborde » de la rédaction de Paris-Match à celle du Figaro, les deux sont intégrées en juillet 1950 dans une structure financière commune. Le Figaro assure à Paris-Match une relative sécurité financière, rassurant les annonceurs face à un marché globalement en difficulté : le nombre d'hebdomadaires français chute à partir de 1949, passant de 34 à 21 en 1950. D'autres se créent, mais 137 au total meurent entre 1949 et 1953. Le Figaro a au contraire doublé ses ventes entre 1945 et 1950, sa couverture équilibrée du retentissant Procès Kravtchenko ayant assuré la réputation d'indépendance de Pierre Brisson.
Jean Prouvost, directeur-rédacteur en chef de « Paris-Match », y est par contre souverain sans limites. Il souhaite s'impliquer beaucoup plus dans le journal après le succès du numéro en photos sur le couronnement d'Élisabeth II au Royaume-Uni en juin 1953, qui culmine à un tirage de 1,35 million d'exemplaires. Il paie sa rédaction à prix d'or et offre à ses journalistes, dont l'âge s'échelonne de 26 à 32 ans, et dont il est très proche, des avantages et primes généreux. Il parcourt les couloirs de son journal pour donner les consignes. Son projet est d’inventer la formule de l’information par l’image, alors que la télévision ne représente encore que 3794 postes en France en 1950.

#### L'Annapurna et le couronnement d'Élisabeth II
Les ventes de l'hebdomadaire rebondissent à partir de la couverture historique du 19 août 1950 sur la conquête de l'Annapurna avec 320 000 exemplaires pour le numéro 74, qui affiche en "Une" Herzog brandissant le drapeau français. Paris Match a déboursé 600 000 francs pour obtenir le récit exclusif des membres de l'expédition. Le reportage photographique de Marcel Ichac comporte 16 pages, noir et couleur. Ce numéro paraît à 320 000 exemplaires et assure la pérennité du journal. Le succès réel ne viendra cependant qu'en 1951, et très progressivement: le tirage moyen sera toujours de 702 000 exemplaires en 1952 trois fois moins que le 1,8 million de 1957.
Le magazine fera ses nouveaux coups commerciaux, réussis de manière progressive, à partir d'un an plus tard, avec la mort de Pétain, en août 1951 (580 000 exemplaires), la mort du maréchal de Lattre (600 000), le décès de George VI, en février 1952 (980 000), puis ses funérailles (1,2 million).
C'est le succès de la "Une" consacrée au couronnement d'Élisabeth II, en juin 1953, avec 1,3 million d’exemplaires qui renforce l'intérêt de Jean Prouvost pour Paris-Match et le console de n'avoir finalement aucun pouvoir au Figaro: il s'implique de plus en plus dans la vie du journal, à la place du directeur Philippe Boegner. Le magazine continue à consacrer une pagination importante à l’actualité générale et en janvier 1954, Paris-Match consacre un numéro spécial à René Coty, nouveau Président de la République, proche d'Antoine Pinay.

#### Le départ de Philippe Boegner
Du 8 au 13 juillet 1952, Paris-Match patronne et organise les "six nuits de gala" de l'armée française, qui réunissent mille musiciens au Vélodrome d'hiver. Le président de la République Vincent Auriol y accorde plus d'attention au directeur du journal Philippe Boegner qu'à Jean Prouvost, qui en prend ombrage.
Max Corre recrute le photographe Willy Rizzo, qui revient de Californie où il a fait des reportages sur Gregory Peck, Richard Widmark, Gary Cooper et Anne Baxter. Personnage élégant et plein d’humour, loin de l'image classique du baroudeur, inspirateur du personnage d'Hergé quasi-éponyme, il signe 28 pages de photos en exclusivité sur le pape Pie XII, en 1952, les premières sans photographe attitré du Vatican. Souhaitant renouveler le ton des reportages de guerre, Philippe Boegner l'envoie couvrir pendant deux mois,, la guerre d'Indochine, avec Philippe de Baleine. Leurs reportages sont critiqués par l'armée,.
Willy Rizzo signe une série de photos "Avoir vingt ans dans les rizières" sur les "Bigeard Boys", se relaxant avant de sauter sur Tulé, le 16 octobre 1952, puis l'évacuation d'un d'eux sur une civière, doublement blessé, le 28 octobre et leur atterrissage, en chantant, en novembre sur l'aéroport de Na San,. Willy Rizzo effectue aussi des portraits des généraux Bigeard et Salan, mais ces derniers dénoncent les photos du camp de Na San rappelant les tranchées de 14-18, ce qui déconstruit « l'image officielle d’une armée bien organisée ». Le numéro du 29 novembre 1952 est titré « Deux Généraux pleins de problèmes », avec une photo de Raoul Salan en "Une" nettement moins avantageuse que celle de Marcel Bigeard.
Le jour de la sortie en kiosque, le 28 novembre 1952, Jean Prouvost fait remettre par André Roux une note à Philippe Boegner, l'informant qu'il n'a plus le pouvoir de diriger la rédaction comme il l'entend. La famille Béghin demande de son côté à Jean Prouvost de rappeler Raymond Cartier, qui était reparti aux États-Unis. Jean Prouvost se séparera de Philippe Boegner peu après, alors que ce dernier venait de mener le magazine vers le succès et la reconnaissance, il y effectue ses derniers jours en mars 1953.
La popularité de Paris-Match doit aussi beaucoup à celle de son photographe-vedette, Jacques de Potier, qui parcourt la jungle du Cambodge à dos d'éléphant. Il est décoré de la croix de guerre, sur son lit, par un "ami", le général Salan, quand il est grièvement atteint d’une rafale de mitraillette en portant secours à un légionnaire blessé, alors qu'il accompagnait les parachutistes montant à l'assaut d'un piton près de Kon-Nhoï, fin décembre 1952, lors de la "victoire totale" de Na San qui voit les Français résister à l'attaque lancée par le Général Giap le 1ᵉʳ décembre 1952. Porté aux nues, l'épisode donne, à tort, l'impression aux Français qu'ils pourront le rééditer à Diên Biên Phu 16 mois plus tard.

#### La guerre d'Algérie
Le magazine est le premier à offrir « une histoire visuelle de la guerre d’indépendance algérienne », grâce à des rédacteurs de talent, plutôt marqués à droite comme Jean Farran, Raymond Cartier, Pierre Joffroy, ou Jean-Raymond Tournoux et surtout une soixantaine de photoreporters, qui passent parfois des semaines, ou même des mois sur place, mis en avant dans la promotion du journal, dont 21 envoyés en Algérie. Parmi eux, six ont fait la guerre, Claude Azoulay, Patrice Habans, Jean-Claude Sauer, Jean Tesseyre, Izis Bidermanas et Jean Tassouan, qui a rejoint ensuite les commandos Delta de l’OAS. Quatre avaient combattu en Indochine, dont Daniel Camus, Philippe Le Tellier et Georges Ménager.
Dès les premiers jours de la guerre d'Algérie, le numéro du 6 novembre 1954 publie la photographie d’un militaire pointant son arme sur un prisonnier enchaîné par une corde au cou et aux poignets. Le cliché est également publié par le quotidien communiste L’Humanité, mais pour dénoncer le militaire qui pose, et Paris Match « qui ose publier ce cliché sans un mot de réprobation ».
Le magazine ouvre un bureau à Alger. Sa devise publicitaire, « le poids des mots, le choc des photos », est servie par ces photoreporters au cœur de l’action. Au même moment, les amours de Grace et du Prince Rainier de Monaco, qui se marient en 1956, inaugurent un feuilleton qui rebondit des dizaines de fois. Une photo de la crise à Budapest en 1956 est signée Jean-Pierre Pedrazzini, tué lors du reportage.
Lors du référendum constitutionnel de 1958, le magazine se rallie à De Gaulle, en lui consacrant un supplément gratuit en photos le 4 octobre puis un grand reportage de Jean Farran le 11 octobre, « De Colombey à Constantine ».

#### L'apparition de concurrents
En 1958-1959, la photo représente 70 % de la surface du magazine, qui avec 34 % de surface publicitaire est un des plus rentables ce qui permet d'injecter des fonds dans le nouveau Télé 7 jours.
Porté par cette actualité favorable à la photo, le titre connaît un grand succès jusqu’à la fin des années 1950 sous la direction d’Hervé Mille. De 1954 à 1962, il est vendu à plus d’un million et demi d’exemplaires. Puis, les ventes baissent au fil du temps, subissant la concurrence de nouveaux hebdomadaires et de la télévision. Fin 1956 est lancé un nouveau France-Dimanche qui délaisse l’actualité générale pour la vie privée des célébrités, inspiré du succès du magazine Noir et Blanc.
Les morts de Sacha Guitry et d’Ali Khan aident à son succès immédiat avec en 1957 un tirage déjà à 466 000 exemplaires puis sept ans après en 1964 près de 1,3 million d’exemplaires, ce qui en fait « la plus forte vente des hebdomadaires français ». Autre concurrence, Cino Del Duca lance en septembre 1959, pour succéder à Franc-Tireur qu'il a racheté en 1957 et rebaptisé Paris-Journal, le quotidien Paris-Jour, tabloïd abondamment illustré aux articles courts et aux titres percutants, sur le modèle des tabloïds anglais Daily Mirror et Daily News.
En janvier 1959, alors que le photographe Daniel Camus est en voyage de noces avec la journaliste de Paris Match Marie-Hélène Vivies, la révolution cubaine éclate à La Havane. Ils interrompent leur lune de miel pour couvrir l’événement et le magazine sera le seul en Europe à publier des photos des premières heures de ces événements.
La diffusion passe de 1 800 000 exemplaires en 1958 (année du record de sa diffusion) à 550 000 en 1975.

#### Les années 1960
À la fin de la Guerre d'Algérie, le journal a plusieurs scoops, comme lors de l'attentat de l’OAS contre André Malraux. La bombe a grièvement blessé une petite fille, Delphine Renard, qui y perdra un œil puis la vue. Son visage ensanglanté « suscite une grande émotion dans l’opinion » et, en réaction, quelques jours après l'affaire de la station de métro Charonne, où 9 manifestants sont tués lors d'un défilé non autorisé par le préfet Maurice Papon. La même semaine le mariage du capitaine Jean Souètre, militant de l'OAS interné dans le Gard fait l'objet d'un reportage quatre pages dans le numéro du 10 février 1962. Peu après, c'est la Fusillade de la rue d'Isly de mars 1962. Les reporters du magazine, scindés en deux groupes, en rapportent des photos permettant de comprendre le drame.
En 1962 aussi, Gaston Bonheur tombe en disgrâce auprès de Jean Prouvost, après des prises de position qui déplaisent à l'égard de l'OAS.
Le duo Philippe de Baleine et Willy Rizzo a inspiré les personnages de Walter Rizotto et Jean-Loup de la Batellerie dans Les Bijoux de la Castafiore en 1962. Il apparait aussi dans d'autres albums de Tintin, sur le ton de la dérision, car leurs articles sensationnalistes comportent des erreurs factuelles. Au tout début des années 1960, Willy Rizzo est allé faire des photos à Milan, chez Maria Callas, qui hurle soudain : "On a volé mon émeraude !" et se rend compte que le personnel suspecte le photographe et son assistant,. Ce reportage a inspiré Hergé, qui a eu vent de l'anecdote dans les couloirs de Paris-Match.
Roger Thérond, autre figure historique, qui animait la société des journalistes fondée en 1965 au sein du magazine, alors en perte de vitesse, doit à son tour le quitter en 1968, avec d'autres collègues, après avoir réclamé de profondes réformes. Prouvost lui lance « n'oubliez pas que le journal est fait par les élites; ce n’est pas le nombre qui fait le journal » et les ventes vont ensuite progressivement diminuer de plus de moitié.

#### Les années 1970
En décembre 1973, la baisse du tirage de Paris-Match est telle que Jean Prouvost fait acheter par la société propriétaire du Figaro les parts (49 %) que détenait encore Ferdinand Béghin dans Paris-Match et Marie-Claire, pour 35 millions de francs. Hachette rachète en juin 1976 Télé 7 jours et Paris-Match, cédé ensuite  à Daniel Filipacchi, qui fut photographe à Paris Match au début de sa carrière, pour 20 millions de francs. Daniel Filipacchi, a peu après décliné une offre de Jean-Jacques Servan-Schreiber, propriétaire d'un concurrent, le magazine L'Express. Lorsque le président chinois Mao meurt le 9 septembre 1976, le journal publie 16 pages de photos retraçant sa vie, qui sont un succès avec 1,8 million d'exemplaires vendus alors que les ventes étaient peu avant tombées à 400 000 exemplaires. Ensuite, les ventes progressent à nouveau.
Roger Thérond revient avec beaucoup des collègues reporters licenciés en 1968, qui faisaient partie de l’équipe 1949 Hervé Mille, Gaston Bonheur, Paul Gordeaux, Mania Croissard, Georges Pernoud, Raymond Castan, Jacques Audiberti, Jacques Perret. Le magazine préfère désormais miser sur l’aventure humaine, les scoops et les images chocs et il atteint 919 000 exemplaires en 1981. En quatre ans, la valeur du journal, qui avait été bradé à 5 millions de francs, est multipliée par 200.

#### Les années 1980 et 1990
En 1980, Matra présidée par Jean-Luc Lagardère prend le contrôle de Hachette et du groupe de presse de Daniel Filipacchi, donnant naissance à Matra Hachette. Au moment de l'Affaire Grégory, la direction est critiquée pour avoir envoyé deux groupes de journalistes, qui travaillent en parallèle pour enquêter sur ce meurtre d'un petit garçon, plusieurs mois durant.
L'hebdomadaire est l'un des premiers médias à faire des révélations sur le cancer de François Mitterrand.
Matra Hachette est rebaptisé Hachette Filipacchi Médias en 1997. Thérond, celui qu’on avait surnommé « l’Œil », se retire à 74 ans. Alain Genestar lui succède en juillet 1999.

#### Les années 2000
Le 25 août 2005, Paris Match réalise ses meilleures ventes de l’année en publiant en couverture la photo de Cécilia Sarkozy en compagnie de son amant (et futur mari), le publicitaire Richard Attias, à New York.
Arnaud Lagardère, propriétaire du magazine et ami personnel de Nicolas Sarkozy, n’est prévenu de la couverture qu’une fois le magazine imprimé. La direction du groupe Lagardère entre alors en conflit avec Alain Genestar, directeur de la publication de Paris Match, et finit par le licencier en juin 2006. Il est remplacé par Olivier Royant en 2006. Une polémique s’ensuit sur le rôle de Nicolas Sarkozy dans ce licenciement. En effet, si ce dernier affirme à plusieurs reprises « n’avoir aucune responsabilité dans cette décision », Genestar déclare au Monde que « le ministre de l’Intérieur, quand il affirme n’être pour rien dans mon licenciement, ne dit pas la vérité. ». Cette couverture aurait en effet provoqué la colère de Nicolas Sarkozy, lequel aurait obtenu le départ de Genestar.
Ce licenciement, après vingt années passées à la rédaction, suscite le mécontentement de ses collègues, qui, en signe de protestation, cessent de travailler le 29 juin 2006, la décision de la direction leur paraissant liée à « des raisons politiques ». Il s’agit de la deuxième grève dans l’histoire de Paris Match, la première ayant eu lieu en mai 1968. En signe d’apaisement, Olivier Royant, membre apprécié du personnel et précédemment directeur adjoint de la rédaction, est nommé en remplacement d’Alain Genestar, le 24 juillet 2006.
Après le départ d'Alain Genestar, son hebdomadaire se retrouve au cœur d'une série d'affaires. Paris Match est mis en cause pour avoir retouché dans son édition du 9 août 2007 une photo des vacances de Nicolas Sarkozy, où un bourrelet à la taille a été masqué. La retouche de cette photo aurait été le fait du magazine lui-même.
À la même époque, selon The Daily Telegraph reprenant les propos de Raphaëlle Bacqué, Ségolène Royal serait intervenue auprès de Paris Match pour obtenir, même si elle n'avait aucune chance de l'obtenir (Paris Match appartenant à Arnaud Lagardère), le renvoi d’une journaliste, Valérie Trierweiler, présentée comme l’« amie » de François Hollande,.
Dans une édition spéciale consacrée au 400e anniversaire de la ville de Québec (le numéro du 26 juin 2008), Paris Match confond la ville et la province, comme en témoigne le titre dans le sommaire du magazine : « 1608-2008 : le Québec a 400 ans » La province de Québec est créée en 1763 et la ville en 1608.
La diffusion payée en France a atteint plus de 633 000 exemplaires en 2008. Le 14 décembre 2009, le site parismatch.com publie un lien intitulé « Tout sur la mort de Johnny Hallyday ». Le chanteur était alors hospitalisé à Los Angeles et plongé dans un coma artificiel. Cette erreur déclenche une vive polémique sur l'anticipation par les journaux à sensation de la mort de personnes célèbres ayant des soucis de santé. La rédaction de l'hebdomadaire s'émeut de cet épisode, soulignant que l'édition « web » de Paris Match lui échappe au profit d'une filiale de Lagardère-Active qui gère le site en dehors même du siège des magazines du groupe. La rédaction présente néanmoins ses excuses sur le site.

#### Les années 2020
C'est Hervé Gattegno qui reprend la direction générale des rédactions en 2019. Il refond la maquette, mais ses éditoriaux enflammés en faveur de Nicolas Sarkozy provoquent l'inquiétude de l'équipe pour leur liberté, suivi par de nombreux départs. Sa politique d'économie sur ce qui a fait l'ADN du magazine, les photos et les reportages, suscite également l'inquiétude des journalistes. Le magazine est critiqué pour avoir mis en scène en 2020 une fausse rétractation de Ziad Takieddine dans l’affaire des financements libyens de la campagne de Nicolas Sarkozy en 2007. Mediapart évoque « une opération intéressée, confinant à la manipulation médiatique dans le but de tromper la justice en pesant sur son cours. Avec un bénéficiaire en bout de chaîne : Nicolas Sarkozy. »
En octobre 2021, le Groupe Lagardère annonce le départ d'Hervé Gattegno. Patrick Mahé le remplace à la direction générale de la rédaction et Caroline Mangez, précédemment Directrice adjointe de la rédaction est nommée Directrice de la rédaction.
Le 7 juillet 2022, la une du journal et un portrait de 6 pages font l'éloge du prélat ultraconservateur Robert Sarah, contre l'avis de la rédaction. L'article complaisant est signé par Philippe Labro, un catholique revendiqué notoirement proche de Vincent Bolloré, dont le groupe mène alors une OPA sur celui d’Arnaud Lagardère,. Un mois plus tard, le rédacteur en chef politique et économique Bruno Jeudy quitte ses fonctions ; la rédaction dénonce un coup de force de Vincent Bolloré, et signe une motion de défiance contre la direction, dont l’ingérence dans les choix éditoriaux avait été critiquée à plusieurs reprises par Bruno Jeudy. La motion de défiance est acceptée par 60 journalistes sur 78 inscrits (2 refus et 8 bulletins blancs). Il est remplacé par Laurence Ferrari au poste de rédacteur en chef politique et économique,.
Les tensions au sein de la rédaction culminent avec le licenciement en avril 2023 de Caroline Fontaine, membre de la Société des journalistes (SDJ) de Paris Match. La SDJ s'en indigne : « Notre liberté d'expression est attaquée, les tentatives de déstabilisation se multiplient [...]. Notre inquiétude grandit chaque jour quant à l'avenir de notre rédaction et à la survie d'une instance représentative,. » En juillet 2023, alors qu'une grève majeure au Journal du Dimanche éclate - l'actionnaire Vincent Bolloré ayant, par l'entremise de Lagardère News, mis la main sur l'hebdomadaire, et poussé à la rédaction en chef Geoffroy Lejeune, journaliste issu du journal d'extrême droite Valeurs Actuelles - Caroline Fontaine donne une interview au site Les Jours et dénonce les pratiques de Vincent Bolloré : « Avec [lui], il n’y a pas de porte de sortie. Parce que lui, c’est exactement ce qu’il veut : que tout le monde s’en aille pour mettre à la place des personnes à sa solde. [...] Vincent Bolloré agit toujours de la même façon : il fait quelque chose dont il sait que ce sera inacceptable pour les journalistes. Nous, ça a été la couv Sarah ; au JDD, c’est la nomination de Geoffroy Lejeune ».
Fin juin 2023, Jérôme Béglé, arrivé en provenance du Journal du dimanche, devient le directeur général de la rédaction de Paris Match.
En décembre 2023, la SDJ de Paris Match exprime son désaccord concernant une couverture liée à Vincent Bolloré, entraînant la démission du bureau. En janvier 2024, tout comme la SDJ du Journal du dimanche, journal également possédé par Bolloré, la SDJ de Paris Match vote sa dissolution.
Le 1er octobre 2024, l'hebdomadaire devient la propriété de LVMH. Le magazine est valorisé à 120 millions d'euros lors du rachat.
En juillet 2025, Paris Match acquiert 80 % des parts de l'agence de presse photographique Abaca.

### Actionnaire et dirigeants
En 2019, Paris Match intègre le pôle news du groupe Lagardère nommé « Lagardère News » rejoignant ainsi Le Journal du dimanche et Europe 1.
Paris Match et ParisMatch.com sont édités par la société Lagardère Média News.

#### Dirigeants actuels
Président d’honneur : Daniel Filipacchi
Directeur général de Paris Match : Pierre-Emmanuel Ferrand (depuis le 1er octobre 2024)
Directeur de la publication : Jérôme Béglé (depuis le 1er octobre 2024)
Directeur général de la rédaction : Jérôme Béglé (depuis 2023)
Directrice de la rédaction : Caroline Mangez

#### Siège social
Depuis juin 2020, Paris Match est situé au siège de Lagardère News situé au 2, rue des Cévennes dans le 15e arrondissement de Paris.
En 2025, le siège social de Paris Match est au 48, rue de Châteaudun dans le 9e arrondissement de Paris.

### Identité visuelle (logo)
Le singulier logo noir initial à la typographie sobre est rapidement abandonné pour épouser l'harmonie du titre (une police linéale noire et blanche à forte graisse, dans un rectangle rouge) qui est depuis la carte de visite et d'identité du magazine.

Logo de Paris Match à sa création en mars 1949 jusqu'au 21 mai 1949 (no 9).
Logo de Paris Match du 28 mai 1949 au 11 septembre 1981.
Logo de Paris Match à partir du 18 septembre 1981.

### Slogans successifs
Le tandem Roger Thérond et Daniel Filipacchi, voulant situer le magazine par rapport à la télévision, adopte la devise « Paris Match, le poids des mots, le choc des photos » inventée en 1978 par Jean Cau et bientôt inscrite au fronton de milliers de kiosques à journaux. Elle est remplacée en janvier 2008 par le slogan « La vie est une histoire vraie », censée inscrire le journal dans une relation plus passionnelle avec le lecteur,.

## Les photographes deParis Match
Dans les années soixante, Paris Match avait une équipe de 22 photographes parmi lesquels on comptait : Claude Azoulay, Daniel Camus, Walter Carone, Izis, Patrice Habans, Willy Rizzo, Jean-Claude Sauer, Jack Garofalo, etc.
En 2006, on trouve dans une équipe beaucoup plus restreinte : Benoît Gysembergh, Bruno Mouron, Pascal Rostain, Bernard Wis, etc.

## Ligne éditoriale
Magazine d’information, Paris Match couvre l’actualité nationale et internationale, en recherchant le « scoop » en images. Il reste un débouché pour les agences photographiques et le photojournalisme de grand reportage.
Cependant, l’hebdomadaire a une facette show biz et « presse people » très affirmée. La vie des célébrités et les clichés de paparazzis forment aussi une part de la ligne éditoriale.
L’hebdomadaire refuse en août 2022 de publier une interview de Valérie Pécresse dans laquelle celle-ci critiquait l'attitude de Nicolas Sarkozy. Ce dernier est réputé proche du milliardaire Vincent Bolloré, propriétaire du magazine.
À partir du rachat du groupe Lagardère par Vincent Bolloré, les unes de Paris Match sont de moins en moins people et de plus en plus consacrées à l’actualité, en rupture avec l’histoire du magazine. De 2019 à 2021, il consacrait entre 44 et 48 unes people chaque année. En 2022, ce nombre est tombé à un peu plus d’une trentaine. La rédaction se rapproche par ailleurs des médias du groupe Vivendi qui appartient également à Vincent Bolloré ; les journalistes reçoivent désormais de nombreuses invitations pour se rendre dans les émissions de Jean-Marc Morandini, de Cyril Hanouna et de Pascal Praud sur C8 et CNews.

### Couvertures deParis Match
Les « unes » en couverture sont une des grandes spécialités de Paris Match ; plusieurs sont restées mémorables. Toutes sont consultables sur le site internet du périodique, depuis le premier numéro de mars 1949 jusqu’au dernier paru. Exemples de personnalités citées plusieurs fois en couverture, sur la période 25 mars 1949 - 10 mai 2016[réf. nécessaire] :
- Johnny Hallyday : 81 couvertures
- Famille Grimaldi
  - Caroline de Monaco : 98 couvertures
  - Stéphanie de Monaco : 62 couvertures
  - Grace Kelly : 28 couvertures
  - Prince Rainier : 21 couvertures
  - Albert II de Monaco : 21 couvertures
  - Charlène de Monaco : 14 couvertures
  - Charlotte Casiraghi : 7 couvertures
- Famille royale britannique :
  - Diana Spencer : 63 couvertures
  - Élisabeth II : 34 couvertures
  - Margaret du Royaume-Uni : 28 couvertures
  - Sarah Ferguson : 23 couvertures
  - Philip Mountbatten : 16 couvertures
  - Charles de Galles : 13 couvertures
  - Prince William : 13 couvertures
  - Catherine Middleton : 10 couvertures
- Alain Delon : 45 couvertures
- Brigitte Bardot : 39 couvertures
- François Mitterrand : 34 couvertures
- Isabelle Adjani : 32 couvertures
- Charles de Gaulle : 30 couvertures
- Sophie Marceau : 29 couvertures
- Jacques Chirac : 28 couvertures
- Pape Paul VI : 27 couvertures
- Catherine Deneuve : 27 couvertures
- Famille Kennedy :
  - Jackie Kennedy : 25 couvertures
  - John Fitzgerald Kennedy : 17 couvertures
- Claire Chazal : 25 couvertures
- Carla Bruni : 24 couvertures
- Valéry Giscard d'Estaing : 23 couvertures
- Sylvie Vartan : 23 couvertures
- Jean-Paul Belmondo : 22 couvertures
- Georges Pompidou : 21 couvertures
- Gérard Depardieu : 18 couvertures
- Yves Montand : 17 couvertures
- Vanessa Paradis : 17 couvertures
- Nicolas Sarkozy : 17 couvertures
- Pape Jean-Paul II : 16 couvertures
- Romy Schneider : 16 couvertures
- Patrick Poivre d'Arvor : 15 couvertures
- Anne Sinclair : 14 couvertures
- Elizabeth Taylor : 14 couvertures
- Michèle Morgan : 14 couvertures
- Raquel Welch : 13 couvertures
- Famille de Belgique :
  - Reine Paola : 13 couvertures
  - Reine Fabiola : 8 couvertures
  - Baudouin Ier : 7 couvertures
- Famille d'Iran :
  - Shah d'Iran : 13 couvertures
  - Farah Diba : 13 couvertures
  - Soraya Esfandiari Bakhtiari : 8 couvertures
- Famille Macron : 13 couvertures
  - Brigitte Macron : 12 couvertures
  - Tiphaine Auzière : 1 couverture
- François Hollande : 12 couvertures
- Estelle Lefébure : 12 couvertures
- Michael Jackson : 12 couvertures
- Jane Fonda : 12 couvertures
- Sarah Biasini : 12 couvertures
- Sophia Loren : 11 couvertures
- Gina Lollobrigida : 11 couvertures
- Laure Manaudou : 11 couvertures
- Michel Sardou : 11 couvertures
- Ségolène Royal : 10 couvertures
- Claude Pompidou : 10 couvertures
- Marilyn Monroe : 10 couvertures
- France Gall : 9 couvertures
- Marlène Jobert : 9 couvertures
- Yannick Noah : 9 couvertures
- Bernadette Chirac : 8 couvertures
- Richard Nixon : 8 couvertures
- Monica Bellucci : 8 couvertures
- Yves Mourousi : 8 couvertures
- Dominique Strauss-Kahn : 8 couvertures
- Anthony Delon : 8 couvertures
- Michel Drucker : 8 couvertures
- Claudia Cardinale : 8 couvertures
- Jeanne Moreau : 8 couvertures
- Julien Clerc : 8 couvertures
- Winston Churchill : 7 couvertures
- Céline Dion : 7 couvertures
- Isabelle Huppert : 7 couvertures
- Marion Cotillard : 7 couvertures
- Patrick Bruel : 7 couvertures
- Björn Borg : 7 couvertures
- Zinédine Zidane : 7 couvertures
- Françoise Hardy : 7 couvertures
- Valérie Trierweiler : 6 couvertures
- Sheila : 6 couvertures
- Pape Jean XXIII : 6 couvertures
- Mireille Mathieu : 6 couvertures
- Christine Caron : 6 couvertures
- Jane Birkin : 6 couvertures
- Dany Boon : 6 couvertures
- Jean-Luc Delarue : 6 couvertures
- Pape Pie XII : 5 couvertures
- Michel Berger : 5 couvertures
- Sacha Distel : 5 couvertures
- Ronald Reagan : 5 couvertures
- Jacques Dutronc : 5 couvertures
- Commandant Cousteau : 5 couvertures
- Famille des Pays-Bas :
  - Juliana des Pays-Bas : 5 couvertures
  - Beatrix des Pays-Bas : 5 couvertures
- Famille d'Espagne :
  - Juan Carlos d'Espagne : 5 couvertures
  - Felipe de Borbón y Grecia : 4 couvertures
  - Sofía de Grèce : 3 couvertures
- George W. Bush : 5 couvertures
- Leslie Caron : 5 couvertures
- Véronique Sanson : 5 couvertures
- Patricia Kaas : 5 couvertures
- Marie Trintignant : 5 couvertures
- Pierre Bérégovoy : 4 couvertures
- Laurence Ferrari : 4 couvertures
- Simone Veil : 4 couvertures
- Renaud : 4 couvertures
- Dalida : 4 couvertures
- Denise Fabre : 4 couvertures
- Jean Gabin : 4 couvertures
- Benjamin Castaldi : 4 couvertures
- Line Renaud : 4 couvertures
- Charles Aznavour : 4 couvertures
- Christophe Dechavanne : 4 couvertures
- Thierry Le Luron : 4 couvertures
- Bill Clinton : 4 couvertures
- Jean Dujardin : 3 couvertures
- Madonna : 3 couvertures
- Jean-Claude Killy : 3 couvertures
- Jimmy Carter : 3 couvertures
- Christine Ockrent : 3 couvertures
- George Clooney : 3 couvertures
- Coluche : 3 couvertures
- Claude François : 3 couvertures
- Patrick Sabatier : 3 couvertures
- Pape Benoit XVI : 3 couvertures

## Technologies
Le 30 mars 2017, à l'occasion de l'élection présidentielle, Paris Match et sa cellule de datajournalisme, Data Match, lancent l'application web "Le Poids des mots" qui permet de rechercher tout mot prononcé par les candidats. Depuis le 7 mai 2017, l'application est dédiée aux discours du président Emmanuel Macron.

### Filmographie
- Paris Match, la saga des unes, documentaire de François Hubert-Rodier, France, 2009, 52 min.